# Kaukaski Krajowy Korpus Kawaleryjski
Kaukaski Krajowy (Terytorialny) Korpus Kawaleryjski (ros. Кавказкий туземный кавалерийский корпус) – jeden ze związków operacyjno-taktycznych Imperium Rosyjskiego w czasie I wojny światowej. Rozformowany na początku 1918.

## Dowódcy Korpusu
- generał porucznik Dmitrij Bagration (28 sierpnia - 2 września 1917)
- gen. por. Piotr Połowcow (po 2 września 1917)